# Hâvre (rivière)
Le ruisseau de Hâvre, aussi appelé Havre, ou Donneau, est un cours d'eau du département de la Loire-Atlantique en région pays de la Loire et un affluent droit de la Loire.

## Géographie
De 31,5 km de longueur, le ruisseau prend sa source à l'est du territoire de la commune de Pannecé.
Il conflue en rive droite dans la Loire sur la commune d'Oudon, au nord de la Loire, juste au nord de l'île Delage. Il passe en contrebas des ruines médiévales du château de Vieille Cour et du château d'Oudon.

### Communes traversées
Dans le seul département de la Loire-Atlantique, le Hâvre traverse les six communes suivantes de Pannecé, Teillé, Mouzeil, Mésanger, Couffé et Oudon. De Pannecé à Couffé, le Hâvre est dénommé le Donneau.